# 东乡族自治县
东乡族自治县，简称东乡县，是中华人民共和国甘肃省临夏回族自治州中部下属的一个自治县。该县人口以东乡族人为主，境内居住佔全国一半以上的东乡族人。
东乡族有民族语言，无民族文字，信仰伊斯兰教，是13世纪成吉思汗蒙古西征时，从中亚撒马尔罕等地征迁的一批信仰伊斯兰教的色目人为主体，融合当地一部分回、汉、藏、蒙等民族，而逐渐形成的民族共同体。

## 历史沿革
清朝隶属河州。1950年9月25日由临夏、和政、广河、永靖4县部分地区设立东乡自治区（驻锁南坝），因地处河州之东而得名。
1953年12月改名为东乡族自治区。
1955年改名为东乡族自治县。

## 行政区划
东乡族自治县下辖8个镇、15个乡：
锁南镇、达板镇、河滩镇、那勒寺镇、唐汪镇、果园镇、汪集镇、龙泉镇、春台乡、柳树乡、东塬乡、坪庄乡、百和乡、关卜乡、赵家乡、五家乡、沿岭乡、凤山乡、车家湾乡、高山乡、大树乡、北岭乡、考勒乡和董岭乡。

## 交通
- 213国道过境。

## 名胜古迹

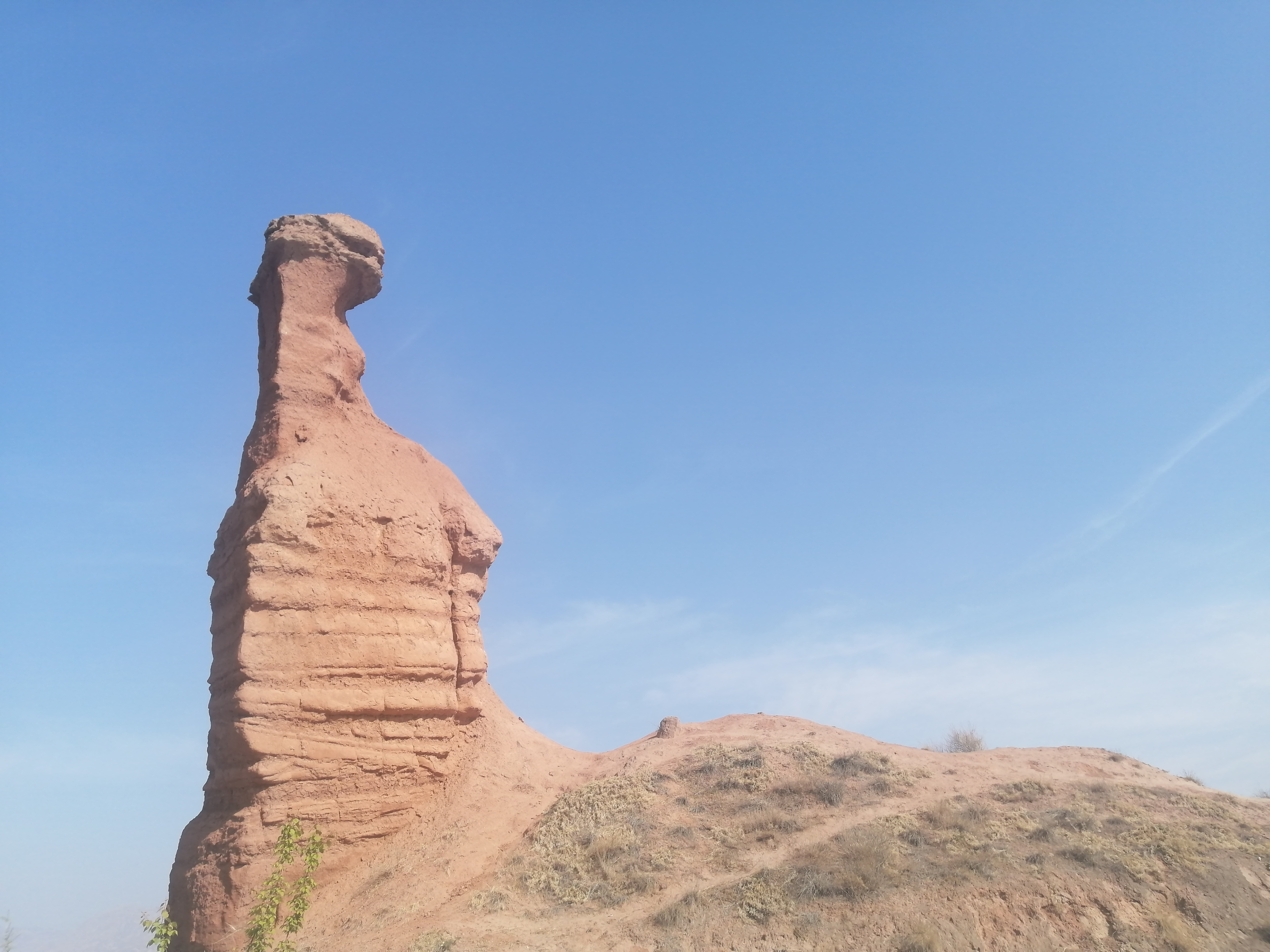
刘家峡水库邊东乡族自治县境內的丹霞地貌，為临夏地质公园一部分

唐汪杏花村、东大坡森林公园、刘家峡库区风光，三塬、下王家、林家遗址等。